# 18.º Troféu HQ Mix
O 18º Troféu HQ Mix, referente aos lançamentos de quadrinhos de 2005, teve seu resultado divulgado em 2 de junho de 2006. A premiação ocorreu em 11 de julho, no Sesc Pompeia, em São Paulo. O prêmio foi apresentado por Serginho Groisman e por Zélio Alves Pinto, presidente do HQ Mix. O evento foi realizado pelo Sesc São Paulo, com o apoio do Instituto Memorial de Artes Gráficas do Brasil, a Sociedade dos Ilustradores do Brasil e a Associação dos Cartunistas do Brasil.
O troféu (que homenageia um autor diferente a cada ano) representava Madame e seu bicho muito louco, do cartunista Fortuna, personagem que fora publicada em nas revistas O Bicho e Careta, além de O Pasquim. A estatueta foi esculpida pelo artista plástico Olintho Tahara.
Parte das categorias foi escolhida por votação entre mais de mil profissionais da área, como roteiristas, desenhistas, jornalistas, editores, pesquisadores etc. A apuração foi auditada pelo Tribunal de Ética da Ordem dos Advogados do Brasil.

## Prêmios eleitos pelos votantes
| Categoria                      | Vencedor |
| Adaptação para outro veículo   | Sin City - a cidade do pecado (filme) |
| Álbum de aventura              | Tintim - Os Charutos do Faraó (Hergé / Companhia das Letras)                                                                               |
| Álbum infantil                 | Turma do Xaxado - Pelourinho em quadrinhos (Antônio Cedraz / independente)                                                                 |
| Animação                       | Vinhetas nacionais do Cartoon Network Brasil (vários autores)                                                                              |
| Blog / Flog de artista gráfico | Os Loucos Underground (Gabriel Bá e Fábio Moon)                                                                                            |
| Caricaturista                  | Baptistão |
| Cartunista                     | Spacca |
| Chargista                      | Angeli |
| Desenhista estrangeiro         | Milo Manara |
| Desenhista nacional            | Spacca |
| Desenhista revelação           | Julia Bax |
| Edição especial estrangeira    | Maus (Art Spiegelman / Companhia das Letras)                                                                                               |
| Edição especial nacional       | Santô e os pais da aviação (Spacca / Companhia das Letras)                                                                                 |
| Editora do ano                 | Conrad |
| Evento                         | IV Festival Internacional de Quadrinhos de Belo Horizonte (FIQ)                                                                            |
| Exposição                      | Henfil do Brasil (Centro Cultural Banco do Brasil)                                                                                         |
| Fanzine                        | Manicomics (JJ Marreiro, editor) |
| Ilustrador                     | Orlando |
| Ilustrador de livro infantil   | Cárcamo |
| Jornalista especializado       | Sidney Gusman |
| Livro teórico                  | Narrativas gráficas (Will Eisner / editora Devir)                                                                                          |
| Minissérie                     | Superman - identidade secreta (Kurt Busiek e Stuart Immonem / editora Panini)                                                              |
| Projeto editorial              | Cidades Ilustradas (editora Casa 21) |
| Projeto gráfico                | Cidades Ilustradas – Salvador / Cidades Ilustradas - Belém (Marcello Quintanilha (Salvador) e Jean-Claude Denis (Belém) / editora Casa 21) |
| Prozine                        | Areia Hostil (Lorde Lobo, editor) |
| Publicação de cartuns          | Sem comentários (Allan Sieber / editora Casa 21)                                                                                           |
| Publicação de charges          | Diabo Coxo (Angelo Agostini / editora Edusp)                                                                                               |
| Publicação de clássicos        | Maus (Art Spiegelman / editora Companhia das Letras)                                                                                       |
| Publicação de humor            | Pif Paf (Millôr Fernandes / editora Argumento)                                                                                             |
| Publicação de terror           | Dylan Dog (vários autores / editora Mythos)                                                                                                |
| Publicação de tiras            | Níquel Náusea - a perereca da vizinha (Fernando Gonsales / editora Devir)                                                                  |
| Publicação independente        | Mosh! (S. Lobo e Renato Lima, editores) |
| Publicação mix                 | Mosh! (S. Lobo e Renato Lima, editores) |
| Publicação sobre quadrinhos    | Wizard (editora Panini) |
| Revista de aventura            | Lobo Solitário (Kazuo Koike e Goseki Kojima / editora Panini)                                                                              |
| Revista infantil               | O Menino Maluquinho (vários autores / editora Globo)                                                                                       |
| Roteirista estrangeiro         | Osamu Tezuka |
| Roteirista nacional            | Spacca |
| Salão de humor                 | 32º Salão Internacional de Humor de Piracicaba                                                                                             |
| Site de autor                  | Adão Iturrusgarai |
| Site de quadrinhos             | Nona Arte |
| Site sobre quadrinhos          | Universo HQ |
| Tira nacional                  | Piratas do Tietê (Laerte) |

## Prêmios eleitos pela comissão e pelos júris especiais[4]
| Categoria                                             | Vencedor |
| Grande contribuição                                   | Gonçalo Jr., escritor e pesquisador de quadrinhos                                                                                             |
| Grande mestre                                         | Ignácio Justo |
| Tese                                                  | Humor e populismo: o desafio diário nas charges de Nelo Lorenzon (1948-1960) (Andréa Araújo Nogueira / Doutorado / Universidade de São Paulo) |
| Valorização da linguagem do quadrinho e humor gráfico | Primeiro Salão Mackenzie de Humor, primeiro salão de humor do Brasil, em 1973 no Colégio Mackenzie                                            |

## Indicados
Em abril, os organizadores divulgaram uma lista de indicados em cada categoria a ser votada pelos profissionais de quadrinhos. Em 2006, foram sete indicados por categoria. Embora seja permitido aos eleitores escolherem um nome que não esteja entre os indicados, normalmente vence quem está na lista.

### Desenhista nacional
- Allan Sieber (Vida de Estagiário)
- Fábio Moon & Gabriel Bá (Rolando)
- Ivan Reis (Superman)
- Marcello Quintanilha (Salvador)
- Miguel (Leugim) (Vida e Morte Severina)
- Mike Deodato (Hulk)
- Spacca (Santô e os Pais da Aviação)

### Desenhista estrangeiro
- Cary Nord (Conan, o Cimério)
- Chris Sprouse (Top Ten)
- Eduardo Risso (100 Balas)
- Hiroaki Samura (Blade - A Lâmina do Imortal)
- Jacques Tardi (O Grito do Povo)
- John Cassaday (Planetary e Surpreendentes X-Men)
- Milo Manara (Bórgia)

### Roteirista nacional
- André Diniz, de Chalaça, o amigo do imperador (Conrad)
- Caco Galhardo, Dom Quixote (Peirópolis)
- Gonçalo Júnior, de Claustrofobia (Devir)
- Marcatti, Mariposa (Conrad)
- Osmarco Valadão, The Long Yesterday (Comic Store)
- Spacca, de Santô e os Pais da Aviação (Companhia das Letras)
- Wellington Srbek, Muiraquitã Especial e Monstros (independente)

### Roteirista estrangeiro
- Alexandro Jodorowski (Bórgia)
- Giancarlo Berardi (Julia - Aventuras de uma Criminóloga)
- Gianfranco Manfredi (Mágico Vento)
- J.M Straczynski (Rising Star e Esquadrão Supremo)
- Kazuo Koike (Lobo Solitário)
- Brian Michael Bendis (Powers e Demolidor)
- Osamu Tezuka (Buda)

### Desenhista revelação
- Fábio Lyra (Mosh!)
- Joacy Jamys (Independente)
- José Aguiar (vencedor Mundo dos Quadrinhos)
- Julia Bax (Kaos e Quabra-Queixo)
- Manoel Magalhães (The Long Yesterday)
- Rafael Coutinho (Bang Bang)
- Rod Pereira (Ronin Soul)

### Chargista
- Angeli (SP)
- Chico Caruso (RJ)
- Jean (SP)
- Paulo Caruso (SP)
- Rico (MG)
- Seri (SP)
- Simanca (BA)

### Caricaturista
- Baptistão (SP)
- Dálcio Machado (Campinas/SP)
- Fernandes (SP)
- Gilmar Fraga (RS)
- Gustavo Duarte (SP)
- Lézio (MG)
- Quinho (MG)

### Cartunista
- Biratan (PA)
- Dálcio (Campinas/SP)
- Arnaldo Branco (RJ)
- Jota A (PI)
- Leonardo (RJ)
- Benett (SP)
- Spacca (SP)

### Ilustrador
- Biry
- Cavalcante
- Kako
- Orlando
- Patrícia Lima
- Rogério Nunes
- Walter Vasconcelos

### Ilustrador de livro infantil
- Alcy Linares, por Coleção Crescer (Salamandra)
- Cárcamo, por Os amantes do lago Rotorua (SM) e A fantasia do Urubu Beleza (Melhoramentos)
- Daniel Bueno, por O pequeno fascista (Cosac Naify)
- Graça Lima, por Abre a boca e fecha os olhos (Companhia das Letrinhas)
- Orlando, por Pollyanna (Ática)
- Rogério Borges, por Para olhar e olhar de novo (Moderna)
- Samuel Casal, por História de fantasia e mistério (Scipione)

### Revista infantil
- Chico Bento (Globo)
- Minnie (Abril)
- Mônica (Globo)
- O Menino Maluquinho (Globo)
- Scooby-Doo (Panini)
- Smilingüido (Panini)
- Tio Patinhas (Abril)

### Publicação de clássico
- As Aventuras de Tintim - O Lótus Azul (Companhia das Letras)
- Ás Inimigo (Opera Graphica)
- Elektra Assassina (Panini)
- Fabulous Furry Freak Brothers Vol II - A viagem continua (Conrad)
- Maus (Companhia das Letras)
- Mr. Natural vai para o hospício e outras histórias (Conrad)
- O Melhor da Disney - As Obras Completas de Carl Barks (Editora Abril)

### Publicação de humor
- F (Independente)
- Groo - Impostos! Pague até para morrer (Opera Graphica)
- Mad (Mythos)
- Pif Paf, de Millôr Fernandes (Salão Carioca)
- Sem Comentário, de Allan Sieber (Casa 21)
- Tarja Preta (Independente)
- Vida de Estagiário, de Allan Sieber (Conrad)

### Publicação mix
- Caô (independente)
- Clériston e a banda dialógica (independente)
- Front 16 – Morte (Via Lettera)
- Kaos (Mantícora)
- Marvel Max (Panini)
- Mosh! (independente)

### Publicação de terror
- Criaturas da Noite (Ediouro)
- Dylan Dog (Mythos)
- Espíritos (independente)
- Manticore (independente)
- Monstros (independente)

### Revista de aventura
- Buda (Conrad)
- Conan, o Cimério (Mythos)
- Demolidor (Panini)
- J. Kendall – Aventuras de uma Criminóloga (Mythos)
- Ken Parker (Tapejara)
- Lobo Solitário (Panini)
- Mágico Vento (Mythos)

### Publicação de tiras
- Maria – Espirituosa há 30 anos, Henrique Magalhães (Marca de Fantasia)
- Hugo para principiantes, de Laerte (Devir)
- Níquel Náusea - A Perereca da Vizinha, Fernando Gonsales (Devir)
- Pau para toda obra, de Gilmar (Devir)
- Radicci - Zona Rural, de Iotti (L&PM)
- Rango 35 anos, de Edgar Vasquez (L&PM)
- Rocky & Hudson, de Adão Iturrusgarai (Devir)

### Edição especial nacional
- Mariposa (Conrad)
- Chalaça, o amigo do Imperador (Conrad)
- Dom Quixote em Quadrinhos (Peirópolis)
- Morte e Vida Severina em Quadrinhos (Independente)
- Santô e os Pais da Aviação (Companhia das Letras)
- Sertão Vermelho 2 (independente)
- The Long Yesterday (Comic Store)

### Edição especial estrangeira
- Bizarro Comics (Opera Graphica)
- Bórgia – Sangue para o Papa (Conrad)
- Gotham City contra o Crime (Panini)
- Maus (Companhia das Letras)
- Rising Stars Vol. 1 (Mythos)
- Sandman – Prelúdios e Noturnos (Conrad)
- WE3 - Instinto de Sobrevivência (Panini)

### Minissérie
- Arthur – Uma Epopéia Celta (Ediouro)
- Conan - Os Demônios de Khitai (Mythos)
- Crise de Identidade (Panini)
- Ring – O Chamado (Conrad)
- Superman – Identidade Secreta (Panini)
- Wanted – Procurado (Mythos)
- Wolverine – O Fim (Panini)

### Publicação sobre quadrinhos
- 100 Respostas sobre Batman (Abril)
- Anime Invades (Editora Europa)
- Grandes Sagas DC (Abril)
- Kaboom (Editora Eclipse)
- Quadreca (Editora-Laboratório Com-Arte da ECA/USP)
- Replicante (Brainstore)
- Wizard (Panini)

### Publicação independente
- F.
- Gorjeta
- Monstros
- Mosh!
- O Contínuo
- Tarja Preta
- Voodoo!

### Fanzine
- Edição Quadrinhos
- Justiça Eterna
- Manicomics
- Ossostortos
- Subterrâneo
- Um Triste Homem em Las Vegas
- Zine P

### Prozine
(Fanzines com impressão mais elaborada e com participação de profissionais)
- Alboom (ABRA)
- Areia Hostil
- Bira Zine
- Cabal
- O Martelo
- Orbital
- Santo do Pau Oco

### Projeto gráfico
- As Aventuras de Tintim (Companhia das Letras)
- Bizarro Comics! (Opera Graphica)
- Coleção Cidades Ilustradas - Salvador e Belem (Editora Casa 21)
- Coleção Sandman (Conrad)
- Grito do Povo (Conrad)
- Guia Oficial DC Comics Roteiros e Desenhos (Opera Graphica)
- Marvels 10 Anos (Panini)

### Álbum de aventura
- 100 Balas – A Seis Passos da Morte (Opera Graphica)
- Batman Ano Um (Panini)
- Marvels 10 Anos (Panini)
- Planetary (Devir)
- Powers (Devir)
- Sin City – A Grande Matança (Devir)
- Tintim – Os Charutos do Faraó (Companhia das Letras)

### Álbum infantil
- Cabeça Oca, de Christie Queiroz (independente)
- Cine Gibi 2 (Globo)
- Luana e sua Turma (revista independente e publicação infantil)
- Mendelévio, de João Marcos (independente)
- Pequeno Vampiro (Jorge Zahar Editores)
- Rei Arthur na Coleção Clássicos em Quadrinhos (Ática)
- Turma do Xaxado - Pelourinho em quadrinhos (Independente)

### Publicação de charges
- Alcy - Vida de artista (Devir)
- Brasil em Preto e Branco, de Fred (independente)
- Cara & Coroa, de Jota A (independente)
- Charges do Lance, de Gustavo e Mario Alberto (Lance!)
- Diabo Coxo (Edusp)
- Política Zero - A crise nas charges da FSP, de Glauco (Devir)
- Traço Extra – Fausto (independente)

### Publicação de cartuns
- Alcy - Vida de Artista (Devir)
- Cada um no seu lugar, Deixem-me Inventar e Sim, Amor, de Quino (Martins Fontes)
- Cara & Coroa, de Jota A (independente)
- O Sexo depois do Viagra (Ediouro)
- Sem Comentários, de Allan Sieber (Casa 21)
- Traço Extra, Fausto (independente)
- Uma Do"s"e de Humor Mineiro (independente)

### Livro teórico
- A Saga dos Super-Heróis Brasileiros, de Roberto Guedes (Opera Graphica)
- Cultura Pop Japonesa, organizado por Sônia Luyten, vários autores (Hedra)
- Dicionário do Morcego, de Silvio Ribas (Flama)
- Narrativas Gráficas, de Will Eisner (Devir)
- Os Guias DC de Roteiro e Desenhos (Opera Graphica)
- Reinventando os Quadrinhos, de Scott McCloud (M. Books)
- Tentação à Italiana, de Gonçalo Junior (Opera Graphica)

### Tira nacional
- Aline, de Adão Iturrusgarai
- Animatiras, de Jean Galvão
- Mano a Mano, de Luscar
- Níquel Náusea, de Fernando Gonsales
- Ócios do Ofício, de Gilmar
- Piratas do Tietê, de Laerte
- Vida de Estagiário, de Allan Sieber

### Projeto editorial
- Cidades Ilustradas (Casa 21)
- Clériston e a banda dialógica (independente)
- Grandes clássicos (Panini)
- Minha Vida, de Robert Crumb (Conrad)
- O Melhor da Disney - As Obras Completas de Carl Barks (Abril)
- Republicação de Tintim (Companhia das Letras)
- Série Ken Parker (Tapejara)

### Animação
- Anabel
- Dia D, de Céu D'Ellia e Suvaca di Prata
- Igarassu, de Lula Gonzaga
- Nave Mãe, de Otto Guerra
- O Boto, de Humberto Avelar
- Pixcodelics, de Marco Alemar e Caio Mário Paes
- Vinhetas Nacionais Cartoon Network Brasil

### Exposição
- Ilustrando em Revista (Editora Abril e FAAP, SP)
- O que é o Brasil (Senac, 50 quadrinhistas brasileiros)
- Exposição Lourenço Mutarelli no 4º FIQ, de Minas Gerais
- Dessinateurs Brésiliens dans le 24éme Salon International de la Caricature du Dessin de Presse et d'Humour,por Wagner Passos, na França
- Exposição Henfil do Brasil, CCBB
- Exposição de Quadrinhos Super-heróis entre Nós, Ivan Cabral, Bienal do Livro e Quadrinhos
- Instalação Altos e Baixos do Baixo Clero no Poder - A Capela Severina (Paulo Caruso), no 32° salão Internacional de Humor de Piracicaba

### Evento
- 2ª Feira do Livro Infantil, Juvenil & Quadrinhos de São Paulo
- Alboom! - III Mostra de Quadrinhos
- Anime Friends/2005
- II Festival Internacional de Quadrinhos, Belo Horizonte/MG
- Ilustra Brasil 2
- Mundo dos Quadrinhos - 2005
- Pizzada / 6º Encontro Anual dos Cartunistas

### Salão de humor
- 13º Salão Universitário de Humor de Piracicaba
- 16° Salão Carioca de Humor
- 1º Festival de Humor de Porto de Galinhas
- 23º Salão de Humor do Piauí
- 32° Salão Internacional de Humor de Piracicaba
- III Festival Internacional de Humor Gráfico das Cataratas do Iguaçu
- VII Festival Internacional de Humor e Quadrinhos de Pernambuco

### Adaptação para outro veículo
- Adult Swim, do Cartoon Network, com os cartunistas Angeli, Adão Iturrusgarai, Glauco, Laerte, e Caco Galhardo - estúdio de animação Daniel Messias.
- Cine Gibi 2, da Turma da Mônica
- Avenida Dropsie: um bairro, um universo, de Will Eisner, Teatro Popular do Sesi
- Batman Begins
- Constantine
- Quarteto Fantástico
- Sin City - A Cidade do Pecado

### Site de quadrinhos
- Areia Hostil (www.areiahostil.com.br)
- Candyland (www.candyland.com.br)
- Cortante (www.cortante.com.br)
- Joacy Jamys(www.joacyjamys.com.br)
- Nona Arte (www.nonaarte.com.br)
- Pixels (www.pixels.com.br)
- Quadrinhos Institucionais (www.andrehq.com)

### Site sobre quadrinhos
- Bigorna (www.bigorna.net)
- Fábrica de Quadrinhos (www.fabricadequadrinhos.com.br)
- Herói (www.heroi.com.br)
- HQManiacs (www.hqmaniacs.com)
- Sobrecarga
- Universo HQ (www.universohq.com)
- Zine Brasil (zinebrasil.zip.net)

### Blog / Flog de artista gráfico
- Allan Sieber (talktohimselfshow.zip.net)
- Solda (cartunistasolda.blogspot.com)
- Felipe Cunha (www.felipecunha.blogger.com.br)
- Gabriel Bá e Fábio Moon (10paezinhos.blog.uol.com.br)
- Gustavo Duarte (mangabastudios.blog.uol.com.br)
- Kemp (www.kemp.cjb.net)
- Rafael Sica (rafaelsica.zip.net)

### Site de autor
- Adão Iturrusgarai (www.adaoonline.com.br)
- Biratan (www.biratan.com.br)
- Bruno D'Angelo (www.yellojello.com.br)
- Fido Nesti (www.fidonesti.com.br)
- Galvão (www.vidabesta.com)
- Ronaldo (www.ronaldocartoons.com.br)
- Samuel Casal (www.samuelcasal.com)

### Jornalista especializado no segmento
- Carol Almeida (Jornal do Commercio)
- Jones Rossi (Jornal da Tarde)
- Marcelo Castilho Avellar (Estado de Minas)
- Marcelo Costa Ribeiro (O Dia, Teresina)
- Marco Aurélio Canonico (Folha de S.Paulo)
- Marko Ajdaric (Neorama e Bigorna)
- Sidney Gusman (Universo HQ e Wizard)

### Editora do ano
- Companhia das Letras
- Conrad
- Devir
- Ediouro
- Mythos
- Opera Graphica
- Panini